# Eric Black
Eric Black (ur. 1 października 1963, Benshill, Lanarkshire, Wielka Brytania) – szkocki piłkarz występujący na pozycji napastnika, a potem trener. W reprezentacji swojego kraju rozegrał dwa mecze.
Karierę piłkarską rozpoczął w Aberdeen F.C. W 1983 zdobył wraz z drużyną prowadzoną przez Alexa Fergusona, Puchar Zdobywców Pucharów. Strzelił w finale przeciwko drużynie Realu Madryt swojego debiutanckiego gola. W sumie w barwach Aberdeen wystąpił w 180 spotkaniach, strzelając w nich 70 bramek, w latach 1981–1986.
W latach 1986–1988 grał w FC Metz. W 1988 roku został zmuszony przedwczesnie zakończyć karierę z powodu chronicznego urazu pleców.
Po zakończeniu kariery piłkarskiej był asystentem managera w Celtic F.C. oraz managerem w Coventry City F.C. i Motherwell F.C.
Black został wyrzucony z Coventry City po wygranej zespołu prowadzonego przez niego w meczu przeciwko Gillingham F.C., w stosunku 5:2.